# Blechnum blumei
Blechnum blumei är en kambräkenväxtart som beskrevs av Moore. Blechnum blumei ingår i släktet Blechnum och familjen Blechnaceae. Inga underarter finns listade.